# 사도루터교
사도루터교(Apostolic Lutheranism), 또는 레스타디우스파(Laestadianism)는 19세기 중반 사프미 지역에서 시작된 보수적 루터교 부흥주의 교파이다. 스웨덴 국교회 행정가이자 금주 운동가인 라르스 레비 라에스타디우스가 시작했다. 경건주의와 모라비아파의 영향을 깊게 받았다. 북유럽에서 가장 거대한 기독교 부흥운동 교파로, 발상지인 스웨덴 뿐 아니라 핀란드, 노르웨이, 러시아, 북아메리카에 신자들이 있다.  아프리카와 남아메리카, 중앙유럽에도 소수 신자가 있으며, 23개국에 선교사를 파견한다. 전세계의 사도루터교도 수는 144,000명에서 219,000명 사이로 추산된다.